# Mistrzostwa Świata w Łucznictwie 1995
38. Mistrzostwa Świata w Łucznictwie odbyły się między 1 a 6 sierpnia 1995 w Dżakarcie w Indonezji. Organizatorem była Międzynarodowa Federacja Łucznicza. Były to pierwsze mistrzostwa w których startowali zawodnicy z łuku blokowego.

## Medaliści

### Strzelanie z łuku klasycznego
| Konkurencja            | Złoto                                                         | Srebro                                                        | Brąz                                                          |
| Indywidualnie kobiet   | Natalia Valeeva                                               | Barbara Mensing                                               | Yoom Yoon-ja                                                  |
| Indywidualnie mężczyzn | Lee Kyung-chul                                                | Wu Tsung-yi                                                   | Oh Kyo-moon                                                   |
| Drużynowo kobiet       | Korea Południowa · Yoom Yoon-ja · Hwang Jin-hae · Kim Jo-sun  | Turcja · Elif Ekşi · Natalia Nasaridze · Elif Altınkaynak     | Indie · Hamdiah · Nurfitryana Lantang · Danahuri Dahliana     |
| Drużynowo mężczyzn     | Korea Południowa · Kim Jae-rak · Oh Kyo-moon · Lee Kyung-chul | Włochy · Matteo Bisiani · Andrea Parenti · Alessandro Rivolta | Stany Zjednoczone · Jay Barrs · Richard McKinney · Lonny King |

### Strzelanie z łuku bloczkowego
| Konkurencja            | Złoto                                                                | Srebro                                                      | Brąz                                                             |
| Indywidualnie kobiet   | Angela Moscarelli                                                    | Petra Ericsson                                              | Inga Low                                                         |
| Indywidualnie mężczyzn | Gary Broadhead                                                       | John Vozzy                                                  | Phillip Tremelling                                               |
| Drużynowo kobiet       | Stany Zjednoczone · Angela Moscarelli · Inga Low · Michelle Ragsdale | Szwecja · Helena Nelson · Petra Ericsson · Ulrika Sjöwall   | Włochy · Anna Campagnoli · Fabiola Palazzini · Carmen Ceriotti   |
| Drużynowo mężczyzn     | Francja · Gerard Douis · Thomas Randall · Oliver Careau              | Stany Zjednoczone · Gary Broadhead · John Vozzy · Tom Crowe | Australia · Phillip Tremelling · Michael Harkess · Clint Freeman |

## Klasyfikacja medalowa
| Lp. | Państwo           | Złoto | Srebro | Brąz | Razem |
| 1.  | Stany Zjednoczone | 3     | 2      | 2    | 7     |
| 2.  | Korea Południowa  | 3     | 0      | 2    | 5     |
| 3.  | Francja           | 1     | 0      | 0    | 1     |
| 3.  | Mołdawia          | 1     | 0      | 0    | 1     |
| 5.  | Szwecja           | 0     | 2      | 0    | 2     |
| 6.  | Włochy            | 0     | 1      | 1    | 2     |
| 7.  | Chińskie Tajpej   | 0     | 1      | 0    | 1     |
| 7.  | Niemcy            | 0     | 1      | 0    | 1     |
| 7.  | Turcja            | 0     | 1      | 0    | 1     |
| 10. | Australia         | 0     | 0      | 2    | 2     |
| 11. | Indie             | 0     | 0      | 1    | 1     |